# Huarmey (provincie)
Huarmey is een provincie in de regio Ancash in Peru. De provincie heeft een oppervlakte van 3.908 km² en telt 30.744 inwoners (2015). De hoofdplaats van de provincie is het district Huarmey.

## Bestuurlijke indeling
De provincie is verdeeld in vijf districten, UBIGEO tussen haakjes:
- (021102) Cochapeti
- (021103) Culebras
- (021101) Huarmey, hoofdplaats van de provincie
- (021104) Huayan
- (021105) Malvas

Aija · Antonio Raimondi · Asunción · Bolognesi · Carhuaz · Carlos Fermín · Casma · Corongo · Huaraz · Huari · Huarmey · Huaylas · Mariscal Luzuriaga · Ocros · Pallasca · Pomabamba · Recuay · Santa · Sihuas · Yungay